# Francis Place
Francis Place (3 de novembre de 1771 - 1 de gener de 1854) va ser un activista social i reformista anglès. Va ser un radical durant el segle xix, que va fer amistat i va acompanyar a diverses figures importants de l'època, com ara Joseph Hume, Francis Burdett, i Jeremy Bentham. També va col·laborar en encoratjar la fama de John Stuart Mill. Va publicar el seu sorprenent i controvertit llibre, Illustrations and Proofs of the Principles of Population, en 1822; aquesta és l'única obra publicada
En 1794, Place es va unir a la London Corresponding Society, un club reformista. Després de deu anys de retir (1797-1807), durant els quals va estudiar qüestions socials i econòmiques, va tornar a la política. Va treballar amb èxit a rebutjar el 1824 una llei britànica que prohibia els sindicats entre els treballadors, la qual cosa desembocaria en la unió dels obrers, encara que aviat es van introduir noves restriccions.